# Malefemmene
Malefemmene è un film italiano del 2001 diretto da Fabio Conversi.

## Trama
Francesca è una giovane attrice appena uscita di prigione che, tornando a casa, rievoca la propria esperienza. Per colpa della sua passione verso l'uomo sbagliato viene accusata di un crimine che non ha commesso: aspettando la sentenza si ritrova in un carcere femminile.
Inizialmente turbata e impaurita, riesce dopo qualche giorno a relazionarsi con le sue compagne di cella. Donna Bionda, la cuoca, e sua figlia Cettina si rinfacciano ogni giorno la loro condizione; Candela, spagnola, che ha sacrificato tutto per l'uomo che ama; Nunzia, donna matura, invalida, inserita nel mondo della camorra. Con quest'ultima, più che con tutte le altre, Francesca intreccia un rapporto di amicizia molto profondo. Passano i giorni, fino a quando non giunge il colloquio con il giudice e Francesca viene scarcerata. Dunque Nunzia, nella notte di San Lorenzo, parla a Francesca del suo desiderio: vorrebbe che Francesca, appena uscita, la aiutasse a far sparire le prove del suo coinvolgimento negli affari mafiosi distruggendo un foglietto nascosto in un albergo. Francesca è indecisa: non sa se aiutare l'amica o far valere la giustizia. Vedendola titubante, Nunzia nega tutto ciò che ha detto, dicendo che era tutto falso. Arriva il giorno del rilascio per Francesca, che saluta le sue compagne con commozione.
Francesca va quindi all'albergo indicatole da Nunzia per compiere il gesto che questa le aveva chiesto.

## Critica
- Il misero copione non mette a fuoco i personaggi ed evita ogni conflitto drammaturgico. La regia assiste deconcentrata a questo quartetto da gattabuia. (Enrico Magrelli, FilmTv, 9 dicembre 2001)
- Malefemmene è basato su un'esperienza autobiografica dell'attrice Gioia Scola che lo ha prodotto e co-sceneggiato. Tuttavia, il reato per cui Francesca finisce dietro le sbarre è taciuto e la narrazione non si focalizza esclusivamente su di lei, preferendo assumere un andamento corale. Film carcerario senza eventi, eppure preservato dal peccato di noia, quello diretto da Conversi non manca di pregi. Il cast è molto ben assortito e, nello spazio claustrofobico della cella, s'insinuano momenti di poesia, come la caduta di stelle della notte di San Lorenzo. (Roberto Nepoti, la Repubblica, 8 dicembre 2001)